# Kim Hoon
Kim Hoon es un escritor de Corea del Sur.

## Biografía
Kim Hoon nació en Seúl, Corea del Sur, el 5 de mayo de 1948 y creció durante la posguerra de la guerra de Corea. Después de graduarse en la Escuela de bachillerato Whimoon, entró en la Universidad de Corea en 1966. Se unió al periódico Hankook Ilbo como periodista en 1973. Debutó como novelista con cuarenta y siete años con Recuerdos de una cerámica con adornos de estrías. Su segunda novela, El canto de la espada, que ganó el prestigioso Premio de literatura Dong-in, causó sensación y lo convirtió en uno los novelistas más reconocidos de la literatura coreana. Dos años más tarde, en 2003, ganó el Premio Literario Yi Sang con el relato corto "La cremación". Trabajó veinte años como periodista antes de ser escritor y se le conoce por usar solamente el bolígrafo para escribir y no la computadora. Es también un apasionado ciclista, no tiene carné de conducir y ha escrito diversos ensayos sobre sus viajes en bicicleta por Corea.

## Obra
Antes de ser escritor, fue periodista. Ya en aquel entonces, su estilo y sus curiosas opiniones llamaban bastante la atención. Su intención de escribir sobre la diversidad de la vida ateniéndose a las reglas del periodismo engendró un conflicto en su interior. Su deseo de expresar la esencia de la vida y la realidad a través de la escritura era tan fuerte que abandonó su tarea periodística a los casi cincuenta años para poder concentrarse de lleno a escribir novelas.
Leyó las obras románticas del siglo XIX y conoció las ideas básicas del humanismo: "Los seres humanos son bellos y el mundo está pleno de armonía". Fue en esta época cuando leyó el diario de guerra escrito por el almirante coreano Yi Sun-sin, lo que le causó un fuerte impacto. Se fascinó por la actitud del héroe hacia su vida interior, rica pero sombría, mientras transitaba por un mundo sin esperanzas. A raíz de esta lectura, escribió treinta años más tarde El canto de la espalda.
Aunque empezó a escribir novelas a una edad bastante tardía, escribe con la habilidad de un novelista experimentado. Gracias a su pasado como periodista, su escritura es cuidada y carente de sentimentalismos, crea frases de gran excelencia para darle un ritmo lírico a su obra sin sacrificar la claridad y elegancia. Su trabajo como periodista, que requería darse prisa para llegar al lugar de los desastres, también le ha dado conocimiento sobre la psicología humana en circunstancias extremas. Su capacidad para discernir detalles importantes y momentos significativos en el caos de las situaciones de vida o muerte se puede observar en su primera novela Recuerdos de una cerámica con adornos de estrías. Escrita como una historia de detectives acerca de la misteriosa muerte de un bombero, la novela presenta un retrato real de las batallas contra el fuego e investiga la intensidad de las emociones humanas en condiciones extremas.
La fortaleza del monte Namhan (Namhansanseong) es su última obra, la cual ha vendido casi un millón de copias en Corea del Sur. Trata de la Segunda invasión manchuriana de Corea cuando el rey Injo de la dinastía Joseon se refugió en la fortaleza de la montaña Namhan en la provincia de Gyeonggi. Fue un desafortunado intento de desafiar el dominio de Hung Taiji de la Dinastía Qing, tras la Primera invasión Manchuriana de Corea en 1627.

## Obras en español
- El canto de la espada (Madrid: Trotta, 2005. Traducción: Francisco Javier Carranza Romero)
- Namhansanseong. La fortaleza helada (Madrid: Quaterni, 2021. Traducción: Álvaro Trigo Maldonado)

## Obras en coreano
Novelas
- Recuerdos de una cerámica con adornos de estrías (Seúl: Munhakdongne Publishing Group, 1995)
- El canto de la espada 1, 2 (Seúl: Thinking Tree, 2003)
- Perros (Seúl: Digital Prunsoop, 2005)
- La fortaleza del Monte Namhan (Namhansanseong, Seúl: Hakgojae, 2007)
- ¡No cruces el río! (Gongmudoja, Seúl: Munhakdongne publishing Group, 2009

Antología de cuentos
- Los montes y los ríos no tienen fin (Gangsanmuyin, Seúl: Munhakdongne Publishing Group, 2006)

Ensayos
- Paisajes y heridas (Seúl: Munhakdongne Publishing Group, 1994)
- Los libros que leí y el mundo (Seúl: Digital Prunsoop, 1996)
- Un viaje en bicicleta 1,2 (Seúl: Thinking Tree, 2004)
- Sobre las preguntas que indagan de qué lado estoy (Seúl: Thinking Tree, 2004)
- Harto de ganarme la vida (Seúl: Thinking Tree, 2004)
- Un comunicado del mar (Seúl: Thinking Tree, 2008)